# Scaraway
Scaraway (Schots-Gaelisch: Sgarabhaigh) is een eilandje in de Buiten-Hebriden.
Scaraway maakt deel uit van een groep rotseilandjes in de Caolas na Hearadh, de zeestraat tussen Harris en North Uist. Het eiland bevindt zich vijf kilometer ten zuidwesten van de Rubha Reneis, de zuidtip van Harris, en ligt ten oosten van de veerbootroute tussen deze eilanden. Scaraway ligt zo'n kilometer
ten zuiden van de eilandjes Groay en Lingay. Ten westen liggen tien kleine rotsen in zee.
Van noordoost naar zuidwest is Scaraway ongeveer driehonderd meter breed, en een halve kilometer van west naar oost. De kustlijn bestaat uit kliffen, met in het noorden wat kiezels. Het hoogste punt, in het zuiden, meet 23 meter.
Scaraway is onbewoond.